# Anaphosia astrigata
Anaphosia astrigata är en fjärilsart som beskrevs av George Francis Hampson 1910. Anaphosia astrigata ingår i släktet Anaphosia och familjen björnspinnare. Inga underarter finns listade i Catalogue of Life.

## Bildgalleri

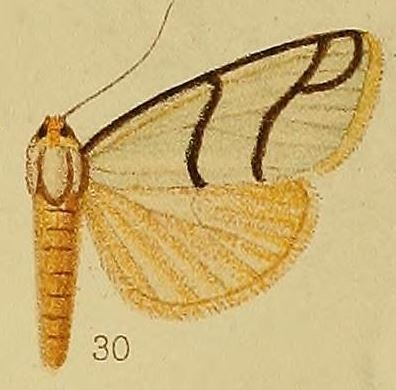